# (16930) Respighi
(16930) Respighi est un astéroïde de la ceinture principale.

## Description
(16930) Respighi est un astéroïde de la ceinture principale. Il fut découvert le 29 mars 1998 à Bologne par l'observatoire San Vittore. Il présente une orbite caractérisée par un demi-grand axe de 3,24 UA, une excentricité de 0,16 et une inclinaison de 3,1° par rapport à l'écliptique.

## Compléments